# 모본왕
모본왕(慕本王, ?(대략 서기 27년경? 전후 출생 추정) ~ 53년 음력 11월)은 고구려의 제5대 국왕(재위: 48년~53년 음력 11월)이다. 이름은 해우(解憂) 또는 해애루(解愛婁)이고, 고구려 제3대 왕 대무신왕과 그 원비(元妃)의 자식이다.
이복형제 호동과의 태자 다툼에서 승리했다. 그런데 부왕의 뒤는 민중왕이 대신 이었다. 이에 대해 김부식의 삼국사기는 대무신왕이 죽을 때 그의 나이가 어려 숙부 민중왕이 왕위를 이었다고 한다. 그런데 일연의 삼국유사에 의하면 모본왕이 민중왕의 형이라 한다. 고구려의 국왕들 중 김부식의《삼국사기》와 일연의 《삼국유사》의 기록이 서로 다르게 기록된 군주이다.
민중왕 사후 즉위했으나 성격이 포악해서 원망을 많이 샀으며 결국 왕을 곁에서 모시던 두로에게 살해되었다.

## 출생
대무신왕과 그 원비에게서 태어났다. 차비(次妃)에게도 아들 호동이 있었는데 모본왕보다도 나이가 많았다. 원비는 자신의 아들을 태자로 만들기 위해 호동을 모함해 자살하게 했다. 고구려 초기 왕족의 성씨는 고씨(高)인지 해씨(解)인지 명확하지 않다.충격적인 내용이 나왔는데 광개토대왕비 내용이나 삼국사기 부분에서 모본왕이 대무신왕의 손자라는 기록이 있기 때문
이러면 모본왕의 아버지는 호동왕자라는 설이 된다. 여기서의 원비는 호동의 아내가 되고 결국 아내인 원비가 남편이 딴 여자에게 눈이 팔리자 참소했다는 설이 되고 성인이 된 모본왕이 흑화했을 가능성이 크다.

## 생애
32년 호동이 자살한지 한 달만에 태자로 책봉되었으나 44년 대무신왕이 죽었을 때 아직 나이가 어려서 숙부 해색주(민중왕)가 왕위에 올랐다. 그런데 다른 설에는 민중왕이 그의 형제라는 설이 있다. 48년 민중왕이 죽고 그가 즉위했다. 성격이 포악하고 국사를 살피지 못해 백성들이 원망하였다. 이 해 10월 왕자 익(翊)을 태자로 삼았다.
49년 후한의 요동태수 채융(祭肜)과 화친하였다. 이 해에는 폭풍이 불고 여름에 서리와 우박이 내리는 등 악천후가 있어 음력 8월에 굶주린 백성들을 진휼하였다.
51년 날로 포악해져 늘 사람을 깔고 앉거나 베개로 삼아 누웠으며 혹시 움직이면 용서 없이 죽였다. 신하 중에서 간하는 자가 있으면 활을 쏘았다. 53년 결국 모본왕을 곁에서 모시던 모본(慕本) 사람 두로(杜魯)에게 살해당했다. 그의 뒤는 나라 사람들에 의해 태자가 아닌 고추가 재사(再思)의 아들 궁(태조대왕)이 이었다.

## 후한 습격 기사의 전말
<<삼국사기>> 고구려 모본왕2년(서기49년)조에 모본왕이 장수를 보내 후한의 북평(北平), 어양(漁陽), 상곡(上谷), 태원(太原)을 습격하였다. 《후한서》광무제 건무 2년(49년)에도 요동 밖의 맥인(貊人)이 우북평(右北平), 어양, 상곡, 태원을 침범했다고 나온다. 이병도는 오환 또는 선비를 고구려로 잘못 기록한 것으로 보고 있다. 이와 달리 고구려의 습격을 긍정하거나 태원만이 오기라는 설도 존재하기는 한다. 혹은 《후한서》 동이열전에서는 구려(句驪)의 행위라고 한 점을 들어 고구려의 지배 밖에 있던 원고구려인이라고도 한다. 다만 소수설의 경우에도 오환 내지 선비의 협조는 기본 전제로 깔고 있다. 한편 습격의 성격이 영토 확장이 아닌 약탈이라는 데에는 대체로 합치하고 있다.

## 민중왕과의 관계
《삼국사기》에는 민중왕이 대무신왕(大武神王)의 아우로 나와 있고, 《삼국유사》에는 민중왕이 대무신왕의 아들이라고 되어 있다. 《삼국사기》에는 대무신왕이 죽은 뒤 태자 해우(解憂)가 어리므로 대신 왕으로 추대되었다. 그런데 《삼국유사》에는 모본왕이 민중왕의 형이라 한다.

## 가계
신채호는 자신의 저서 조선상고사에서 대무신왕이 그의 아버지가 아니라 할아버지로 봤다. 또한 태조왕은 그의 조카라 한다.
- 조부 : 유리명왕(瑠璃明王, 38~18 재위:19~18) 고구려 2대 국왕이다.
- 조모 : 왕후 송씨(王后 松氏) - 다물후(多勿侯) 송양(松讓)의 딸이다.
  - 숙부 : 민중왕(閔中王, ? ~ 48년)
  - 부왕 : 대무신왕(大武神王, 4년~44년)은 고구려의 제3대 왕(재위 : 18년~44년)
  - 모후 : 원비
    - 이복형 : 호동(好童, ? ~32년) 낙랑공주와의 사랑이야기가 전해진다. 원비의 모함으로 자살한다.
    - 이복형수 : 낙랑공주(樂浪公主, ? ~32년)
    - 국왕 : 모본왕(慕本王, ? ~53년, 재위:48년~53년)
    - 왕비 : 성씨 미상
      - 아들 : 고익(高翊) - 태자 책봉 이외의 기록은 없다.

## 모본왕이 등장하는 작품
- 《자명고》 (SBS, 2009년~2009년, 배우:오은찬)

## 같이 보기
- 백제
  - 다루왕 (29년~77년)
- 신라
  - 유리 이사금 (24년~57년)
- 가야
  - 김수로왕 (42년?~199년)
- 왜
  - 스이닌 천황 (기원전 29년~70년)
- 후한
  - 한 광무제 (25년~57년)

## 참고 문헌
- 《삼국사기》14권 고구려본기 제2 모본왕

| 전 대 민중왕 | 제5대 고구려 국왕 48년 - 53년 | 후 대 태조대왕 |